# Louise Latham
Johnie Louise Latham (* 23. September 1922 in Hamilton, Texas; † 12. Februar 2018 in Santa Barbara, Kalifornien) war eine US-amerikanische Schauspielerin.

## Leben
Im Verlauf ihrer Karriere arbeitete Louise Latham vorwiegend am Theater, so unter anderem am Arena Stage Theatre in Washington, D.C. und am Broadway. Am Broadway spielte sie unter anderem 1956 in George Bernhard Shaws Stück Major Barbara. Ihre erste Filmrolle spielte sie erst mit über 40 Jahren, diese wurde gleich eine ihrer bekanntesten Rollen: in Marnie von Alfred Hitchcock hegt sie in der Rolle der Mutter von Tippi Hedrens Hauptfigur ein für die Handlung zentrales, düsteres Geheimnis. 
Anschließend übernahm sie bis zu ihrem Ruhestand im Jahr 2000 vor allem zahlreiche Rollen im US-Fernsehen. So war sie unter anderem in einer Episode der wöchentlichen Fernsehreihe Alfred Hitchcock zeigt zu sehen, ebenso in den Krimiserien Perry Mason, Hawaii Fünf-Null, Quincy, Mord ist ihr Hobby. In der Thrillerserie Auf der Flucht wirkte Latham 1967 in der finalen Folge mit, weitere Auftritte hatte sie in Bonanza, Mann muss nicht sein, Ein Engel auf Erden und Akte X. 1992 spielte sie in ihre letzte Kinorolle in dem Filmdrama Love Field – Liebe ohne Grenzen, anschließend übernahm sie nur noch einige Fernsehrollen.
Latham, die gebürtig aus einer Farmerfamilie kam, starb im Februar 2018 im Alter von 95 Jahren in Santa Barbara. Sie war dreimal verheiratet, die Ehen wurden geschieden.

## Filmografie (Auswahl)
- 1964: Marnie
- 1965: Alfred Hitchcock präsentiert (The Alfred Hitchcock Hour, Fernsehserie, 1 Folge)
- 1965: Perry Mason (Fernsehserie, 2 Folgen)
- 1966, 1971: Bonanza (Fernsehserie, 2 Folgen)
- 1967: Auf der Flucht (The Fugitive, Fernsehserie, 1 Folge)
- 1968: Die fünf Vogelfreien (Firecreek)
- 1969: Hail, Hero!
- 1972: Hawaii Fünf-Null (Hawaii Five-0, Fernsehserie, 1 Folge)
- 1973: Der Tiger hetzt die Meute (White Lightning)
- 1973: Columbo: Ein gründlich motivierter Tod (Double Exposure, Fernsehreihe)
- 1974: Sugarland Express
- 1975: 33 Grad im Schatten (92 in the Shade)
- 1977: Die Waltons (Fernsehserie, Folge Verlorene Jugend)
- 1977: Zum Leben verurteilt (In the Matter of Karen Ann Quinlan, Fernsehfilm)
- 1980: CHiPs (Fernsehserie, 1 Folge)
- 1984: Das Philadelphia Experiment (The Philadelphia Experiment)
- 1984: Von Sehnsucht verzehrt (Obsessive Love, Fernsehfilm)
- 1984: Die Auseinandersetzung (Mass Appeal)
- 1985: Der Ausweg (Toughlove, Fernsehfilm)
- 1986: Mann muss nicht sein (Designing Women, Fernsehserie, 1 Folge)
- 1986: Ein Engel auf Erden (Highway to Heaven, Fernsehserie, 1 Folge)
- 1989: Kalte Rache (Settle the Score, Fernsehfilm)
- 1991: Haus der lebenden Toten (The Haunted, Fernsehfilm)
- 1991: Sommerparadies (Paradise)
- 1992: Love Field – Liebe ohne Grenzen (Love Field)
- 1992: Mord ist ihr Hobby (Murder, She Wrote, Fernsehserie, 1 Folge)
- 2000: Akte X – Die unheimlichen Fälle des FBI (The X-Files, Fernsehserie, 1 Folge)